# Jackie Fargo
Henry Faggart (17 de mayo de 1928 - 24 de junio de 2013) fue un luchador profesional estadounidense, más conocido por su nombre en el ring como Jackie Fargo. Compitió en las promociones regionales del Sureste y la National Wrestling Alliance en los años 1950, 1960 y 1970. Un pilar de la NWA Mid-America (más tarde la Continental Wrestling Association), se desempeñó como mentor de Jerry "The King" Lawler y The Fabulous Ones, entre otros luchadores en el área de Memphis.

## En lucha
- Movimientos finales
  - Atomic drop[2]
- Movimientos de firma
  - Forearm smash[2]
- Apodos
  - "Fabulous" Jackie Fargo[1]
  - "The Fabulous One"[1]

## Campeonatos y logros
- Georgia Championship Wrestling
  - NWA World Tag Team Championship (Georgia version) (1 vez) con Don Fargo

- Gulf Coast Championship Wrestling
  - NWA Southern Tag Team Championship (Gulf Coast Version) (2 veces) - con Joey Fargo (1) y Jack Donovan (1)

- National Wrestling Alliance
  - NWA Hall of Fame (Class of 2013)[3]

- NWA Chicago
  - NWA World Tag Team Championship (Chicago version) (1 vez) con Don Fargo

- NWA Mid-America / Continental Wrestling Association
  - AWA Southern Tag Team Championship (1 vez) - con Randy Fargo
  - NWA Mid-America Heavyweight Championship (3 veces)
  - NWA Mid-America Tag Team Championship (5 veces) con Tojo Yamamoto (2) y George Gulas (3)
  - NWA Six-Man Tag Team Championship (2 veces) con George Gulas y Dennis Hall
  - NWA Southern Junior Heavyweight Championship (5 veces)
  - NWA Southern Tag Team Championship (Mid-America version) (22 veces) con Don Fargo (2), Lester Welch (3), Tex Riley (1), Mario Milano (2), Sonny Fargo (3), Len Rossi (2), Lou Thesz (1), Dennis Hall (1), Jerry Jarrett (4), Don Greene (2), y Randy Fargo (1)
  - NWA World Tag Team Championship (Mid-America version) (15 veces) con Don Fargo (9), Joe Fargo (1), Mario Milano (1), Len Rossi (1) Herb Welch(1), Robert Fuller (1), y Jerry Jarrett (1)

- Professional Wrestling Hall of Fame
  - Class of 2014[4]

- Wrestling Observer Newsletter
  - Wrestling Observer Newsletter Hall of Fame (Class of 1996)